# Gustaf Hellström
Erik Gustaf Hellström (n. 28 august 1882, Kristianstads parish⁠(d), Kristianstads län⁠(d), Suedia – d. 27 februarie 1953, Engelbrekt church parish⁠(d), Over-Governors office⁠(d), Suedia) a fost un scriitor și jurnalist suedez.
A scris romane de pătrunzătoare observație psihologică și socială influențate de stilul reportericesc.

## Scrieri
- 1927: Ceaprazarul Lekholm are o idee ("Snörmakare Lekholm får en idé"), opera sa principală
- 1921/1952: Un om fără umor ("En man utan humor"), ciclu romanesc de factură autobiografică, un prețios document de epocă.